# قدمغاه أمام رضا (تازيان)
قدمغاه أمام رضا (بالفارسية: قدمگاه امام رضا) هي قرية تقع في إيران في قسم تازيان الريفي. يقدر عدد سكانها بـ 0 نسمة بحسب إحصاء 2016.